# Сталийска-Махала
Сталийска-Махала (болг. Сталийска махала) — село в Болгарии. Находится в Монтанской области, входит в общину Лом. Население составляет 1 328 человек.

## Политическая ситуация
В местном кметстве Сталийска-Махала, в состав которого входит Сталийска-Махала, должность кмета (старосты) исполняет Александр   Петков Миланов (независимый) по результатам выборов правления кметства.
Кмет (мэр) общины Лом — Пенка Неделкова Пенкова (независимый) по результатам выборов в правление общины.

## Известные земляки
- Кирил Петров (1897—1979) — самобытный болгарский художник. Вырос и бо́льшую часть жизни прожил в родном селе, Сталийска-Махала, посвятив своё творчество отображению жизни крестьян.